# Lacul Mien

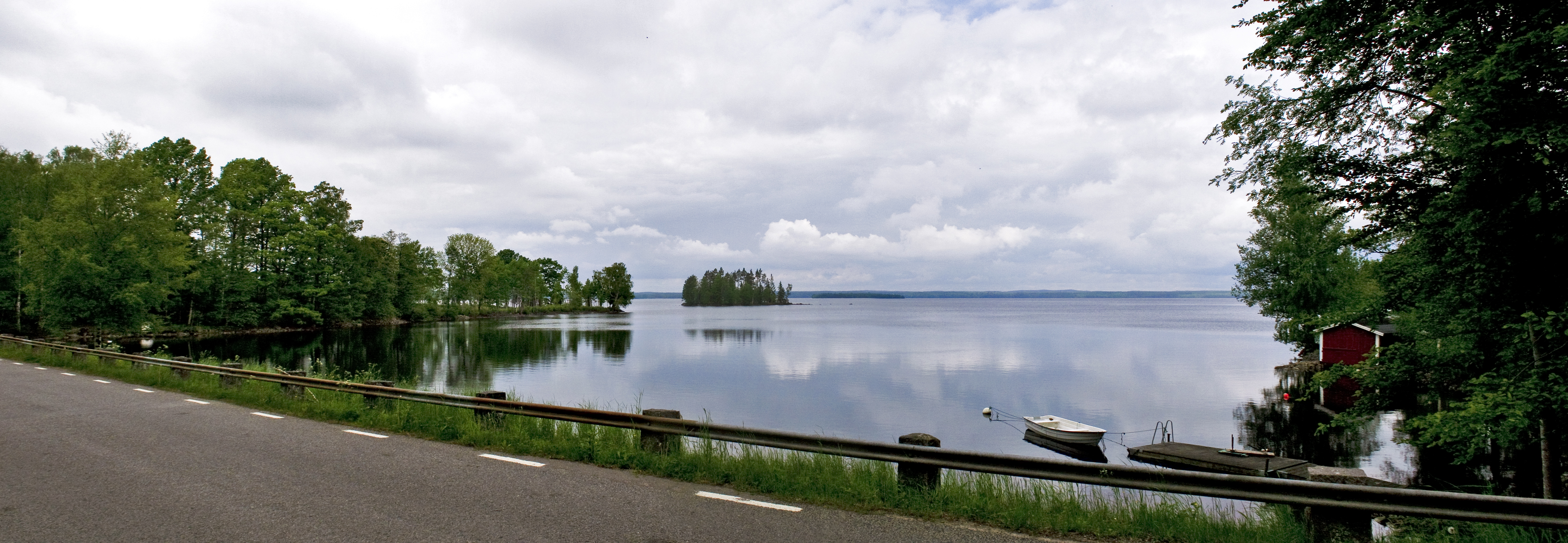
Lacul Mien

Lacul Mien este un lac din sudul Suediei, la 12 km sud-vest de orașul Tingsryd. Lacul este format într-un crater meteoritic.

## Date generale
Craterul erodat este marcat de un lac cu diametrul de 5,5 km circulari (Lacul Mien). Buza craterului original este estimată a fi fost de aproximativ 9 km în diametru înainte de eroziune. Vârsta sa este estimată la 121.0 ± 2.3 milioane ani (Cretacicul timpuriu).